# Étais-la-Sauvin
Étais-la-Sauvin è un comune francese di 714 abitanti situato nel dipartimento della Yonne nella regione della Borgogna-Franca Contea.

## Società

### Evoluzione demografica
Abitanti censiti